# Club La Unión

O Club La Unión de Formosa é um clube de esporte localizada na cidade de Formosa , província de Formosa . Entre suas disciplinas profissionais destaca o basquete e vôlei , onde o clube tem equipes nas principais divisões.

## História
O Club La Unión de Formosa foi fundada em 5 de agosto de 2004 por Mario Romay, um renomado jogador de basquete de Formosa. Em meados de 2004 Mario Romay se comunica com Gildo Insfrán , o governador da província, a sua proposta de colocar um time da província de Formosa na primeira divisão basquete argentino. 
A ideia era comprar a vaga no  Torneo Nacional de Ascenso do Club La Union Colón, Entre Rios, que estava à venda. Mas regras da Associação de Clubes de Basquete proíbe a compra de vagas de equipes de fora de sua estrutura, sendo assim, se propôs uma aliança com o Clube Estudiantes de Formosa, que na época ativo na Liga Nacional B (terceira divisão de basquete profissional). Não é uma fusão pois atualmente o clube Estudiantes de Formosa opera de forma autônoma, assim como o Clube União de Colombo. A escolha do nome foi decidida para conseguir  unir todos os torcedores de basquete Formosa. Foram utilizados os mesmos critérios para escolher as cores, representando a bandeira da província de Formosa.
O clube começou como um clube de basquete , mas, em seguida, juntou-se à competição de voleibol . Atualmente, o clube compete na primeira divisão do basquete argentino, a Liga Nacional de Basquete. Também no voleibol participa da Liga A1 Voleibol. No início, a equipe usou as instalações do clube Estudiantes de Formosa. Mas hoje é usado Cinquentenário Stadium de Formosa , pertencente à Província e um dos mais modernos do país.